# Hemilophus dimidiaticornis
Hemilophus dimidiaticornis là một loài bọ cánh cứng trong họ Cerambycidae.